# Henning Göde
Henning Göde (1450-1521) (* Werben, 1450 † Wittenberg, 21 de Janeiro de 1521) foi jurista alemão e reitor da Universidade de Erfurt. Em 26 de Outubro de 1489 recebeu seu diploma de doutor em direito.

## Publicações
- Processus ordinis iudiciarii, 1563
- Consilia reverendi et clarissimi ac ingenio eruditione & usu ..., 1544
- „Consilia“ herausgegeben von Melchior Kling, 1541
- „Judiciarii ordinis processus“ (Kollegienheft über Prozess) herausgegeben von Johann Braun, 1538